# ألان كارتر (كاتب)
ألان كارتر (بالإنجليزية: Alan Carter)‏ هو محرر وكاتب سيناريو ومنتج تلفزيوني ومخرج أمريكي، ولد في 13 سبتمبر 1959 في واكو في الولايات المتحدة.